# Škrkavka šelmí
Škrkavka šelmí (Toxascaris leonina Linstow 1902) je kosmopolitně rozšířený parazit psovitých a kočkovitých šelem, případně dalších masožravců. Jedná se o hlístici, která parazituje v tenkém střevě hostitele. Ve srovnání se škrkavkou psí a škrkavkou kočičí je výskyt toho parazita méně častý. Dalším rozdílem oproti zástupcům rodu Toxocara je fakt, že k infekci dochází častěji u dospělých zvířat než u mláďat, a to především ve velkochovech nebo zoologických zahradách.